# Шато-Порсьен
Шато́-Порсье́н (фр. Château-Porcien) — коммуна во Франции, находится в регионе Шампань — Арденны. Департамент — Арденны. Административный центр кантона Шато-Порсьен. Округ коммуны — Ретель.
Код INSEE коммуны — 08107.
Коммуна расположена приблизительно в 160 км к северо-востоку от Парижа, в 65 км севернее Шалон-ан-Шампани, в 45 км к юго-западу от Шарлевиль-Мезьера, на реке Эне.

## Население
Население коммуны на 2008 год составляло 1414 человек.
| 1962 | 1968 | 1975 | 1982 | 1990 | 1999 | 2008 |
| ---- | ---- | ---- | ---- | ---- | ---- | ---- |
| 925  | 1006 | 1156 | 1281 | 1302 | 1285 | 1414 |

## Экономика
В 2007 году среди 865 человек в трудоспособном возрасте (15—64 лет) 626 были экономически активными, 239 — неактивными (показатель активности — 72,4 %, в 1999 году было 66,5 %). Из 626 активных работали 545 человек (311 мужчин и 234 женщины), безработных было 81 (38 мужчин и 43 женщины). Среди 239 неактивных 63 человека были учениками или студентами, 69 — пенсионерами, 107 были неактивными по другим причинам.

## Достопримечательности
- Церковь Сен-Тибо[фр.] (XV век). Памятник истории с 1971 года.[3]

## Фотогалерея
- Шато-Порсьен
- Церковь Сен-Тибо
- Мэрия
- Памятник погибшим в Первой мировой войне